# Ministerio del Deporte (Ecuador)
El Ministerio del Deporte de la República del Ecuador es el órgano rector y planificador del deporte, educación física y recreación, y cuenta con autonomía administrativa y financiera.

## Historia
Surgió durante el gobierno de Rafael Correa como una escisión del antiguo Ministerio de Educación, Cultura y Deportes, el 14 de febrero de 2007.
En el gobierno de Lenín Moreno, este ministerio se transformó, mediante decreto ejecutivo suscrito el 14 de junio de 2018, en Secretaría del Deporte.
Durante el gobierno de Guillermo Lasso, esta cartera de Estado vuelve a adquirir el rango de ministerio.